# Fleury-Mérogis
Fleury-Mérogis település Franciaországban, Essonne megyében. Lakosainak száma 13 816 fő (2022. január 1.). Fleury-Mérogis Viry-Châtillon, Bondoufle, Grigny, Morsang-sur-Orge, Le Plessis-Pâté, Ris-Orangis és Sainte-Geneviève-des-Bois községekkel határos.

## Népesség
A település népességének változása:
| Lakosok száma | 9219 | 10 180 | 11 446 | 12 673 | 13 917 | 13 641 | 13 708 | 13 983 | 13 816 |
|               | 2013 | 2015   | 2016   | 2017   | 2018   | 2019   | 2020   | 2021   | 2022   |